# Schemă Ponzi

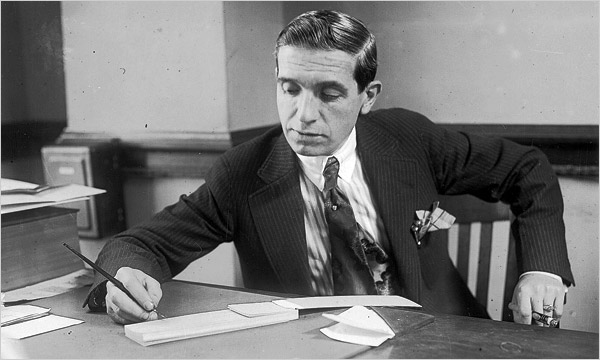
Charles Ponzi, 1920

O Schemă Ponzi este o operațiune investițională frauduloasă ce implică plata unor profituri deosebit de mari unor investitori de pe urma unor fonduri investite de alte persoane și nu de pe urma veniturilor pe care afacerea le-a generat în realitate.

## Originea termenului
Acest sistem piramidal a primit numele de la Charles Ponzi, care prin anii 20 a înșelat mii de cetățeni din New England, convingându-i să investească într-o schemă de speculații cu mărci poștale. În acea perioadă dobânda anuală la conturile bancare era de 5%. Ponzi a promis că poate oferi un profit de 50% în numai 90 de zile. Pentru început, Ponzi a adus câteva cupoane poștale internaționale, spre a-și sprijini pe ele schema dar, după scurt timp, a început să-i plătească pe primii investitori din sumele depuse de cei mai recenți investitori.
Termenul de schemă Ponzi este folosit îndeosebi în Statele Unite ale Americii, în timp ce în alte țări nu se face nicio deosebire între această schemă și alte scheme piramidale. 

## Extinderea domeniului de activități piramidale
Este o confuzie des întâlnită, între schemele Ponzi (ilegale) si activitatea MLM (vânzarea de produse sau servicii in sistem MLM, reglementată legal), datorată sistemului de recomandare asemănător. În primul caz este vorba de un sistem de recrutare a unor plătitori(investitori) a cărui funcționare depinde de intrarea in sistem a unor sume din ce în ce mai mari. 
În cazul MLM-urilor, este vorba de un marketing de recomandare prin care, pe o structură asemanatoare, se vând produse sau servicii, sumele rezultate distribuindu-se după un algoritm propriu fiecărei firme in parte. Spre deosebire de primul caz, în cazul MLM-urilor există un sistem comercial real. Sunt cunoscute firme MLM care functionează de decenii cu succes.